# بطاقة أبل
بطاقة أبل (أو Card)، هي بطاقة ائتمانية تم تطويرها من قبل شركة أبل، ومصممة لاستخدامها تحديدًا مع خدمة مدفوعات أبل في أجهزة أبل، مثل آيفون أو ساعة أبل، وستطلق أولًا في الولايات المتحدة في صيف 2019م. تم الإعلان عن بطاقة أبل في مؤتمر أبل الخاص في يوم 25 مارس 2019م، والذي ركّز على الخدمات الجديدة المقدمة من الشركة.
و يأتي تركيز الشركة المتجدد على الخدمات وسط تأخر نمو المبيعات لمنتجها.

## انواعها
منها عدة إصدارات نذكر منها..!
- بطاقة التيتانيوم

صممت Apple بطاقة Apple Card من التيتانيوم للتسوق في المواقع التي لا تقبل فيها الدفع نقدا.

## المميزات
لا يوجد أي رسوم على بطاقة أبل، ولا توجد رسوم متأخرة أو رسوم دولية، وتعتبر أسعار الفوائد فيها أقل من المنافسين.

### برنامج المكافآت
خصصت أبل برنامج مكافئات لتتميز البطاقة بها، حيث تسترد نسبة 2% من كل عملية شراء يومية باستخدام مدفوعات أبل، وتسترد 3% من أي عملية شرائية تقوم بها في متاجر أبل، وتسترد 1% حين استخدام بطاقة أبل في مشترياتك بأي مكان.

### الخصوصية
لا يوجد مدة صلاحية في بطاقة أبل، ولا تحتوي على الرمز السري CCV ولا تحمل حتى رقمًا للبطاقة أو تتطلب توقيع المستخدم فيما يتم حفظ كل المعلومات الحساسة في المحفظة الرقمية للمستخدم.

### الشراكات
تقدّم أبل بطاقتها بالشراكة مع غولدمان ساكس في الولايات المتحدة، وماستركارد عالميًّا.